# 이민웅 (배우)
이민웅(1982년 4월 9일 ~ )은 대한민국의 배우이다.

## 출연작

### 영화
- 《목격자》 (2018년) - 우민 역
- 《반드시 잡는다》 (2017년) - 평달아들 역
- 《메소드》 (2017년) - 매니지먼트 실장 역
- 《침묵》 (2017년) - 사고 연구원 역
- 《탐정 홍길동: 사라진 마을》 (2016년) - 중국집 종업원 역
- 《희야》 (2014년)
- 《집으로 가는 길》 (2013년) - 주불대사관 직원 1 역
- 《그 여자 그 남자의 속사정》 (2013년) - 민웅 역
- 《늑대소년》 (2013년) - 강박사 조교 역
- 《열여덟,열아홉》 (2012년) - 종수 역
- 《마마》 (2011년) - 러브홀릭 조감독 역
- 《마이 블랙 미니드레스》 (2011년) - 사복경찰 2 역
- 《짐승의 끝》 (2011년) - 승용차남 역
- 《방자전》 (2010년) - 급제자 역
- 《집 나온 남자들》 (2010년) - 흥신소 3 역
- 《육혈포 강도단》 (2010년) - 데이트남 역
- 《케 세라, 세라》 (2009년) - 아들 역
- 《고백 한 잔》 (2009년)
- 《황금시대》 (2009년) - 민구 역
- 《아이들》 (2008년) - 태준 역
- 《가문의 영광 3 - 가문의 부활》 (2006년) - 룸살롱 웨이터 역
- 《국경의 남쪽》 (2006년) - 하나원 전경 1 역
- 《자, 살자》 (2005년)
- 《이쁜 치마》 (2005년)

### 드라마
- 《보이스 3》 (2019년, OCN) - 고수용 역
- 《닥터 프리즈너》 (2019년, KBS2)
- 《보이스 2》 (2018년, OCN)
- 《라이프》 (2018년, JTBC)

## 수상
- 2009년 제3회 공주 신상옥 청년 국제영화제 최우수 남자연기상